# Summa Iniuria

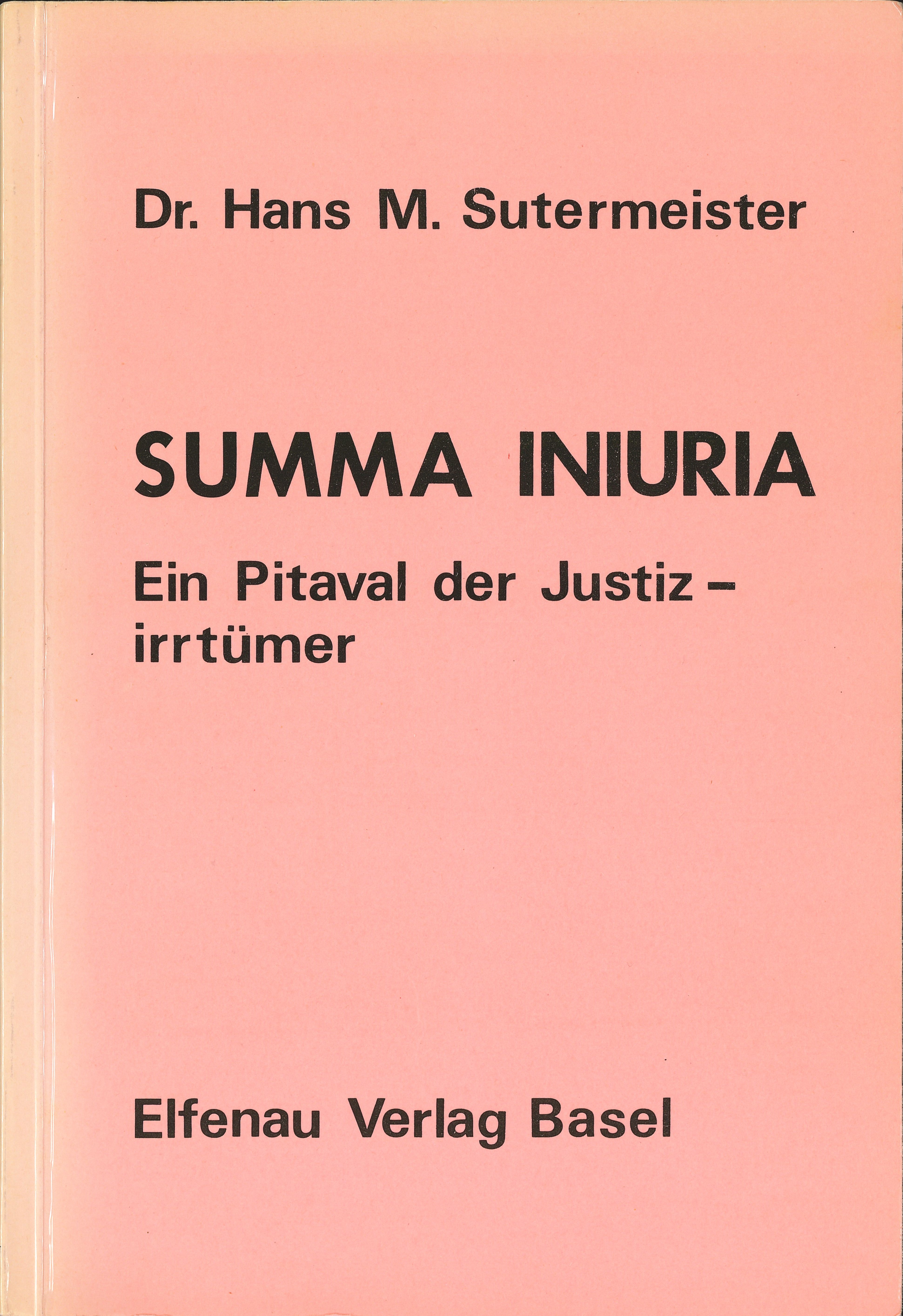

Summa Iniuria: Ein Pitaval der Justizirrtümer est un texte dactylographié publié par Hans Martin Sutermeister en 1976. Il traite de 500 erreurs judiciaires.

## Contenu
L'ouvrage traite « cinq cents cas d'échecs humains dans le domaine de la justice d'un point de vue criminel et socio-psychologique » (p. 1). L'auteur considère son livre comme une sorte de « suite et complément » du Deutschland-Report publié par Bernt Engelmann en 1965 (p. 26).
Le livre commence par le chapitre Glanz und Elend der Expertisen (« Gloire et misère des expertises ») (p. 35 à 124). Les affaires Maria Popesco et Jaccoud sont utilisées pour dénoncer la « morale calviniste » à Genève, qui, selon Sutermeister, a également conduit à des erreurs judiciaires au xxe siècle. Les cas de Michael Servetus, Maurice Elcy (nommé « Marcel Elcy » dans le livre), Jean Calas, Jean Paul Sirven, François-Jean Lefebvre de La Barre, Thomas Arthur de Lally-Tollendal et George Edalji sont également abordés.
La majeure partie du livre (p. 124 à 707) est intitulée Zur Genealogie des Justizirrtums: Der Hirschbergtest « Généalogie de l'erreur judiciaire : Le test Hirschberg ». Par « test Hirschberg », Sutermeister entend les principales sources d'erreurs dans la recherche juridique telles qu'elles ont été décrites dans le livre de Max Hirschberg, Das Fehlurteil im Strafprozess (1960). Sutermeister divise cette partie selon les six principales « causes d'erreurs judiciaires » décrites par Hirschberg, tout en y ajoutant trois autres causes : « enquête unilatérale préliminaire » (Eingeleisige Voruntersuchung), « suggestibilité et logique émotionnelle des jurés » (Suggestibilität und Gefühlslogik der Geschworenen) et « erreurs psychologiques des juges » (psychologische Fehler der Richter), ainsi que des décisions erronées dans le domaine de la « morale publique » (öffentliche Moral).
La dixième partie du « test Hirschberg » aborde le sujet du droit et de l'éthique : Jésus, Socrate et Marx. Sutermeister discute les affaires Frank Geerk (blasphème) et Jacques Isorni (accusé en 1974 pour son livre Der wahre Prozess Jesu (« Le vrai procès de Jésus »)). La onzième et dernière partie du « test Hirschberg » est intitulée « Le droit et les progrès des sciences humaines et naturelles » et traite de Galilée, Bruno, Darwin, Freud, Teilhard de Chardin, Marx, Dante, Scopes et Kinsey, le déclencheur de la révolution sexuelle.
Après la partie principale du livre viennent des conclusions philosophiques sur le droit et des propositions de réforme pratiques, notamment pour les systèmes juridiques allemand et suisse (p. 707 à 726). Dans le résumé (p. 727 à 747), Sutermeister propose la création d'un Office fédéral de police judiciaire pour la Suisse sur le modèle de l'Office fédéral de police criminelle allemand. En annexe (p. 748 à 799) se trouvent les références individuelles ainsi que des commentaires sur d'autres cas.

## Réception
L'expert en droit pénal Karl Peters (de) a estimé que Summa Iniuria de Sutermeister occupait une place importante parmi les œuvres sur les erreurs judiciaires, mentionnant celles d'Erich Sello (de), de Max Alsberg (de), d'Albert Hellwig (de), de Max Hirschberg et d'Heinrich Jagusch (de). Il a loué la façon dont Sutermeister traitait le matériel international et y ajoutait des exemples de Suisse et d'Allemagne, estimant que les procédures pénales étaient présentées de manière captivante sans sensationnalisme. Il a qualifié Sutermeister, avec Frank Arnau et Günter Weigand (de), de « combattant acharné pour la justice ».
Selon Walter Haesler, Sutermeister vise à attirer l'attention de la justice sur ses erreurs et à contribuer à une enquête plus prudente et plus précise. Summa Iniuria contient différents cas montrant comment les erreurs judiciaires peuvent se produire, notamment des erreurs d'identification, des preuves insuffisantes et des erreurs psychologiques. Selon Haesler, l'œuvre incite les professionnels à réfléchir à ses conclusions et pourrait contribuer à éviter les erreurs judiciaires.
Selon la juriste Gwladys Gilliéron, Summa Iniuria « constitue l'une des documentations les plus détaillées sur les erreurs judiciaires en langue allemande ».
La méthodologie, l'interprétation et l'argumentation de Summa Iniuria ont été critiqués par Klaus Volk, Wolfgang Lorenzet Otto Scrinzi.